# Gigasiphon
Gigasiphon là một chi thực vật có hoa trong họ Đậu.